# 航空战列艦

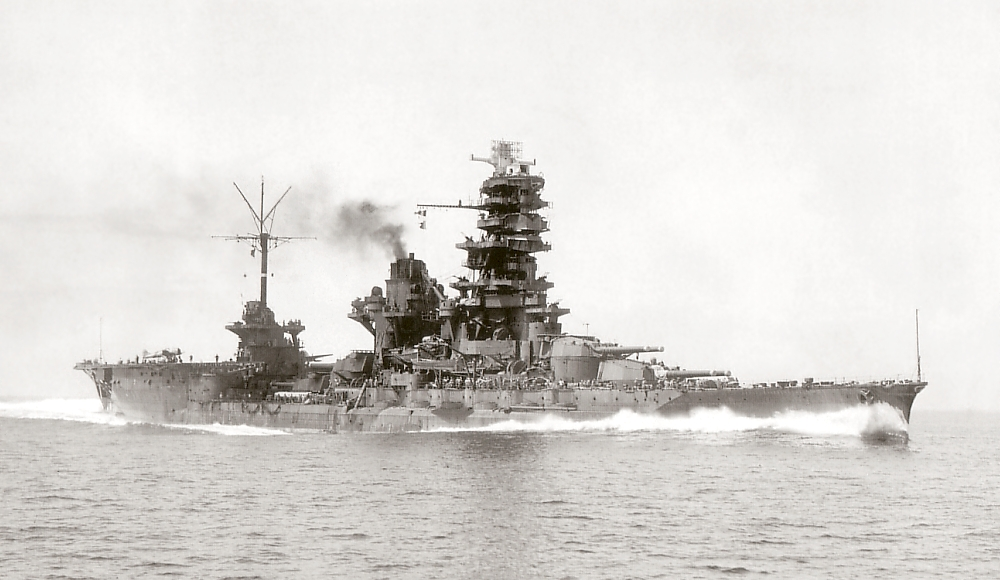
日本伊勢級戰艦改裝成航空戰艦後

航空战列舰是战列舰與航空母艦的結合，大多是設計成前方配有大量的火炮而後方有闊大的飛行甲板可停泊數架直升機或水上飛機的戰艦。虽然在20-30年代有一些国家提出过蓝图，但各国历史上卻没有大量建造过航空战列舰，只有日本將两艘伊勢級戰艦成功改造成航空战列舰，但旧日本海軍的官方纪录仍僅將它们歸屬於战列舰。

## 歷史代表

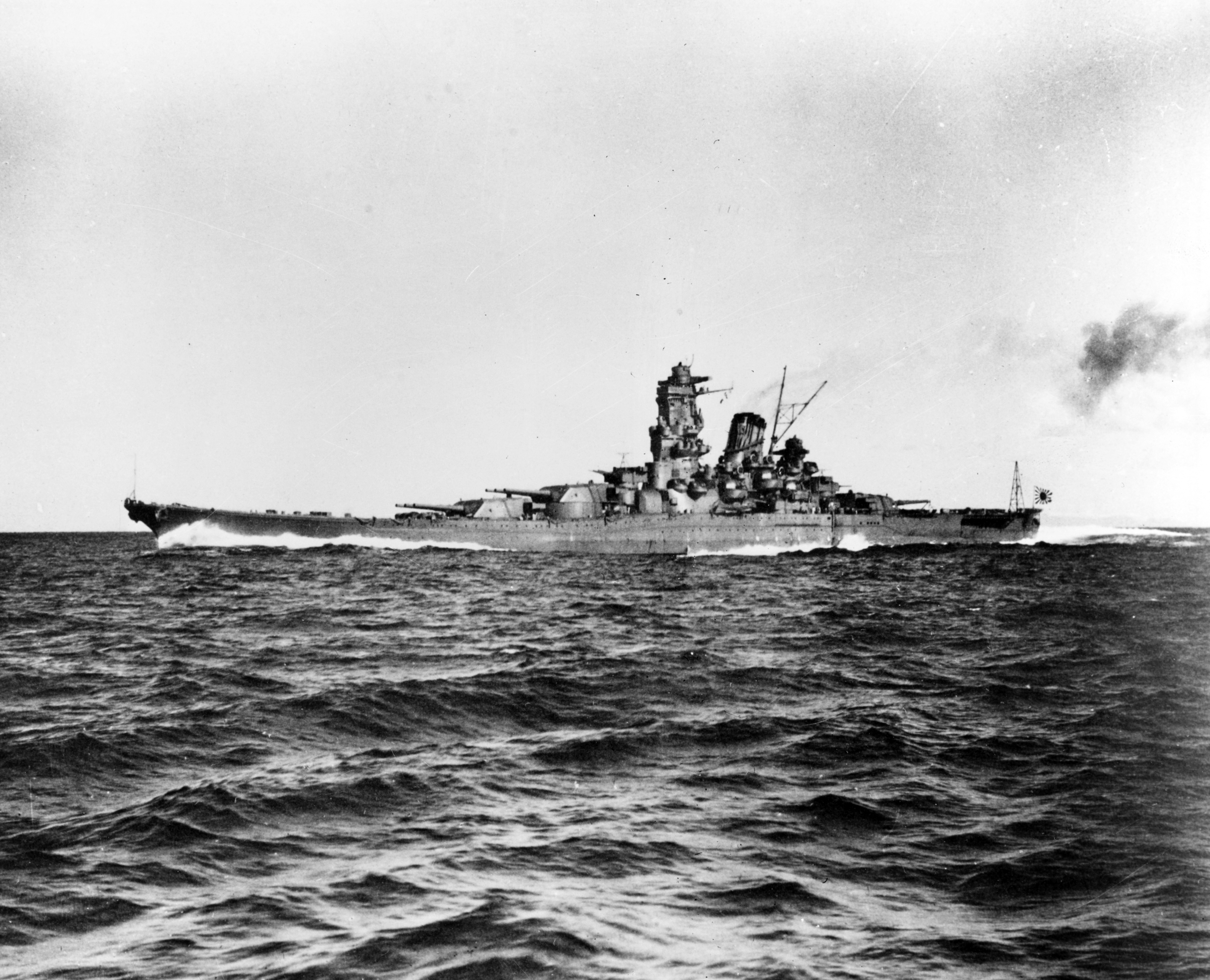
日本大和級戰艦

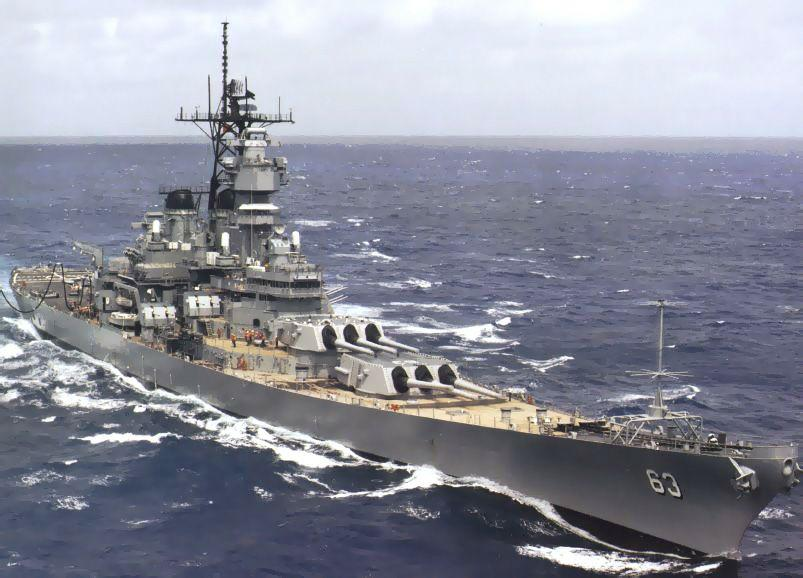
美國愛荷華級戰艦現代改裝後

早於1930年代，日本「丸二計畫」建造的蒼龍號與飛龍號便是設計成有同時搭載火炮與艦載機的航空戰艦，但設計過程便發現這樣的要求行不通，因此兩艦被轉為專職的航空母艦，而航空戰艦的開發也就此暫停。直到1942年第二次世界大戰中途島海戰後大日本帝國海軍喪失了過量的航空母艦，同時也知道沒有制空權在今後的海戰上將大大不利，因此將不少噸位較大的戰艦和重巡洋艦進行改裝，除了增加防空武裝外，還修改艦尾設計，增加飞行甲板、飞机库、起重機與飛機彈射器，成为航空戰艦與航空巡洋艦，分担航空母艦的功能，還能保有戰艦與巡洋艦的部分戰力。最上號與伊勢級是最主要被改造的，其中伊勢級的艦載機數高達22架，預計運載彗星俯衝轟炸機或瑞雲水上偵察機，然而始終未成功搭載參戰過。多數專家認為，伊勢級的原始設計並無考慮搭載艦載機，其艦橋與煙囪的造型會大幅妨礙艦載機起降，且增加的飛行甲板也會讓部分炮台運作不利，是個非常失敗的改裝。美国书籍称伊势级为“混合战列舰”。後繼的長門級戰艦一開始就有搭載艦載機的設計，但僅有3架水上飛機，彈射器也僅有一具，僅能作為輔助偵查而已。特別的是最後的大和級戰艦在服役時就裝有兩座彈射器，並可攜帶7架零式水上偵察機或零式水上觀測機，已具備了輕度的航空戰艦設計。
除了日本，英國、纳粹德國、美國和法國也都曾研發過航空戰艦。獅級戰艦在後期計畫時就曾打算去除後部火炮加裝飛行甲板搭載艦載機，但該艦最終無建成。興登堡級戰艦在最終計畫時也被設計成能至少35架艦載機的航空戰艦，但二戰爆发後建造計畫全被取消改去造U型潜艇而無緣完工下水。愛荷華級戰艦本身就有設計搭載3架水上飛機，後來經過現代化改裝後，去除起重機增加飛行甲板，使其可起降3～4架直升機並裝載5～8架RQ-2先鋒無人偵察機，雖然比例不大但也算一樣有輕度的航空戰艦設計。法國最後一艘戰艦讓·巴爾號設計時曾計畫後部不裝載炮台，並攜帶50架艦載機的航空戰艦，最後因成本與實用問題而放棄，成了一艘單純的戰艦。
蘇聯基輔級航空母艦的噸位已超越了二戰時期的戰艦，同時採用了現代航空母艦的斜角飛行甲板設計，但艦首卻裝盡炮台與飛彈發射器，不能執行起降作業，又由於跑道過短沒辦法讓無垂直起降設計的艦載機起降，所以不能算是真正的航空母艦。以噸位而言，基輔級已可算是一艘航空戰艦，但是其搭載的武裝只能算是現代的飛彈巡洋艦，因此多數人還是認其為航空巡洋艦。